# Cristiano Zanetti
Cristiano Zanetti (* 14. April 1977 in Carrara) ist ein ehemaliger italienischer Fußballspieler und -trainer.

## Spielerkarriere

### Im Verein
Cristiano Zanetti begann im Alter von fünf Jahren mit dem Fußballspielen. In seiner Jugend spielte er, wie sein Vorbild Diego Maradona, ausschließlich auf der Position der Nummer 10. Mit dem Beginn seiner Profikarriere 1993 bei der AC Florenz rückte Zanetti ins zentrale Mittelfeld. Sein Serie-A-Debüt feierte er am 14. Mai 1995 beim 2:1-Auswärtssieg der Fiorentina bei Foggia Calcio. 1996 wechselte er zur AC Venedig und musste sich in den folgenden Jahren zunächst über Provinzklubs wie der AC Reggiana und Cagliari Calcio in der Serie A hocharbeiten. Im Sommer 1999 wechselte Cristiano Zanetti zur AS Rom. Dort war er Stammspieler der Mannschaft, die 2001 unter Trainer Fabio Capello die italienische Meisterschaft gewann.
Zur Saison 2001/02 ging Zanetti zu Inter Mailand, wo er bis 2006 regelmäßig zum Einsatz kam.
Im Sommer 2006 wechselte Cristiano Zanetti ablösefrei zum Rekordmeister Juventus Turin. Trotz des Zwangsabstieges der Juve in die Serie B wegen der Verwicklung in den Manipulationsskandal entschied er sich, beim Verein zu bleiben und in der Zweiten Liga zu spielen. Dort war er in der Saison 2006/07 Leistungsträger der Mannschaft, die unter Trainer Didier Deschamps die direkte Rückkehr in die höchste Spielklasse Italiens schaffte.
Im Verlauf der Saison 2007/08 konnte Zanetti, trotz der Verpflichtung hochkarätiger Mittelfeldspieler wie Tiago und Sergio Almirón, unter dem neuen Trainer Claudio Ranieri seinen Stammplatz behaupten und wurde zum Dreh- und Angelpunkt im Spielaufbau der Alten Dame. 2008/09 kam Zanetti wegen häufiger Verletzungen nur zu zwölf Ligaeinsätzen.
Im August 2009 wechselte Cristiano Zanetti im Alter von 32 Jahren zu seinem Jugendverein AC Florenz, wo er einen Zweijahresvertrag mit Option auf eine weitere Saison erhielt. Die Fiorentina zahlte eine Ablösesumme von zwei Millionen Euro.
Im Januar 2011 wechselte Zanetti zum Ligarivalen Brescia Calcio, wo er am Ende der Saison 2011/12 seine aktive Laufbahn beendete.

### In der Nationalmannschaft
Nachdem er insgesamt 20 Juniorenländerspiele für Italien bestritten hatte, debütierte Cristiano Zanetti am 7. November 2001 unter Trainer Giovanni Trapattoni beim 1:1 in Japan in der italienischen Nationalmannschaft. In den folgenden Jahren nahm er mit den Azzurri an der Weltmeisterschaft 2002 in Japan und Südkorea sowie der Europameisterschaft 2004 in Portugal teil. Sein letztes Länderspiel bestritt Zanetti am 14. Juni 2004 beim 0:0 gegen Dänemark, dem ersten Spiel der Italiener bei der EM-Endrunde.

## Trainerkarriere
Nach Ende seiner aktiven Laufbahn arbeitete Zanetti zumeist als Jugendtrainer bei verschiedenen unterklassigen Vereinen. Seine bisher letzte Station als Trainer im Erwachsenenbereich war in der Saison 2017/18 die US Massese in der Serie D.

## Erfolge

### Im Verein
- Italienische Meisterschaft: 2000/01 (mit der AS Rom), 2005/06* (mit Inter Mailand)
- Italienische Serie-B-Meisterschaft: 2006/07 (mit Juventus Turin)
- Coppa Italia: 2004/05, 2005/06 (mit Inter Mailand)
- Italienischer Supercup: 2005 (mit Inter Mailand)

* zugesprochen im Rahmen des italienischen Fußball-Skandals 2005/2006

### In der Nationalmannschaft
- U-21-Europameister: 2000